# Шпалерная улица
Шпале́рная у́лица — улица в Центральном районе Санкт-Петербурга. Проходит от Гагаринской улицы до площади Растрелли.

## История

### Название
До 1727 года — Первая линия, затем Первая Береговая улица; с конца XVIII века — Воскресенская улица (набережная), названная так по собору Воскресения Словущего — домовой Воскресенской церкви царевны Натальи Алексеевны (1711, в 1817—1818 годах на этом месте архитектором Луиджи Руска была построена Скорбященская церковь).
В 1857 году участок от современного проспекта Чернышевского до Таврической улицы (позднее — до Потёмкинской) по мастерским Шпалерной мануфактуры был назван Шпалерной улицей — пять мастерских с десятью станками и красильней, переехавшие сюда из Екатерингофа, расположились за Пушечным литейным двором (участок дома № 29) ещё в 1730 году. В 1887 году к Шпалерной была присоединена Екатерининская улица.
После Октябрьской революции, с 1918 по 1991 год, называлась улицей Воинова, в честь большевика И. А. Воинова, убитого здесь во время Июльского кризиса 1917 года.

### Застройка
В XVIII веке на улице появились Кикины палаты (1714—1720), особняк графа А. Д. Шереметева (№ 18, перестроен). В 1783—1789 годах по указанию Екатерины II был возведён Таврический дворец для князя Потёмкина (№ 47, архитектор И. Е. Старов).
При Александре I на улице появились манеж и казармы Кавалергардского полка (№ 41 и № 43, 1800—1806, архитектор А. И. Руска) и Скорбященская церковь (№ 35а, 1817—1818, архитектор А. И. Руска); при Николае I — офицерские казармы лейб-гвардии Конной артиллерии и 1-й Артиллерийской бригады (№ 20 и № 22, на пересечении с Литейным проспектом; 1851—1853, архитекторы А. П. Гемилиан и И. Н. Роут).
В 1858—1863 годах был сооружён комплекс зданий Центральной городской водопроводной станции с водонапорной башней (№ 56, архитекторы И. А. Мерц и Э. Г. Шуберский), благодаря чему исчезла архитектурная перспектива Таврического дворца, своим главным фасадом ранее выходившего на Неву и соединявшегося с ней каналом.
В 1875—1877 годах была построена первая в России следственная «образцовая тюрьма» — Дом предварительного заключения (№ 25, инженер К. Я. Маевский), соединённая со зданием Окружного суда (№ 23, сгорело во время Февральской революции 1917 года).
В начале XX века на улице поочерёдно появились доходные дома № 9 (1903—1904), № 44а (1907) и № 5 (1911).
В вечер октябрьской революции Владимиру Ильичу Ленину удалось проникнуть по Шпалерной улице к Смольному, миновав пост конных юнкеров. Этот эпизод обыгран в рассказе В. Пелевина «Хрустальный мир» (1991).
В 1930—1980-х годах Шпалерная улица между Таврической улицей и площадью Растрелли была перепланирована и реконструирована. В 1931—1932 годах на месте сгоревшего Окружного суда по адресу Литейный проспект, 4 был построен «Большой дом» — здание Ленинградского ОГПУ (архитекторы А. И. Гегелло, А. А. Оль, Н. А. Троцкий с участием Н. Е. Лансере, Ю. В. Щуко, А. Н. Душкина и др.). В 1981 году был открыт памятник Ф. Э. Дзержинскому (№ 62). Дом № 60 (литеры А и Б) входит в «Список диссонирующих объектов», нарушающих гармоничный облик исторической застройки.

## Примечательные здания и сооружения

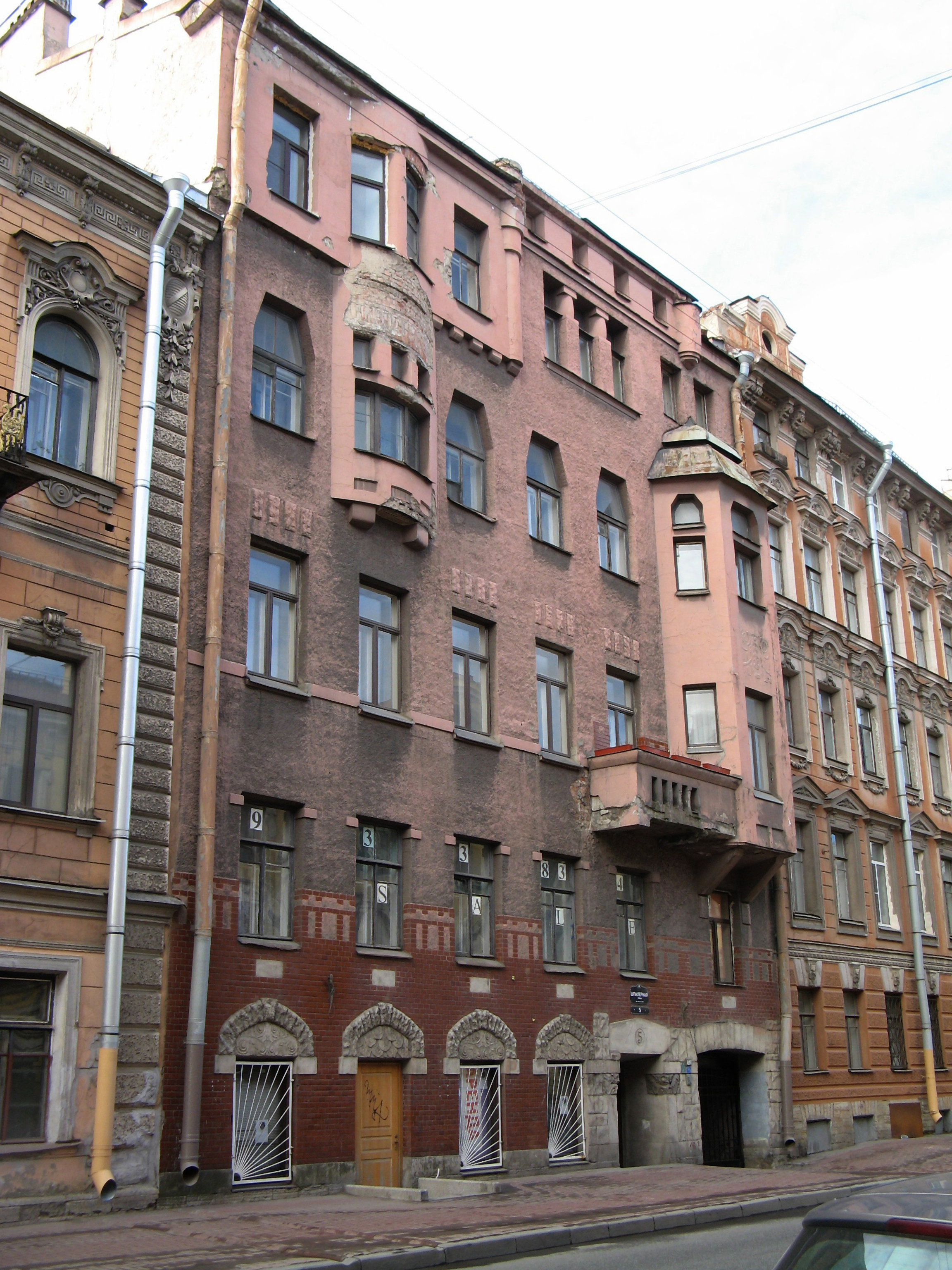
Доходный дом А. Ф. Пеля

### По нечётной стороне

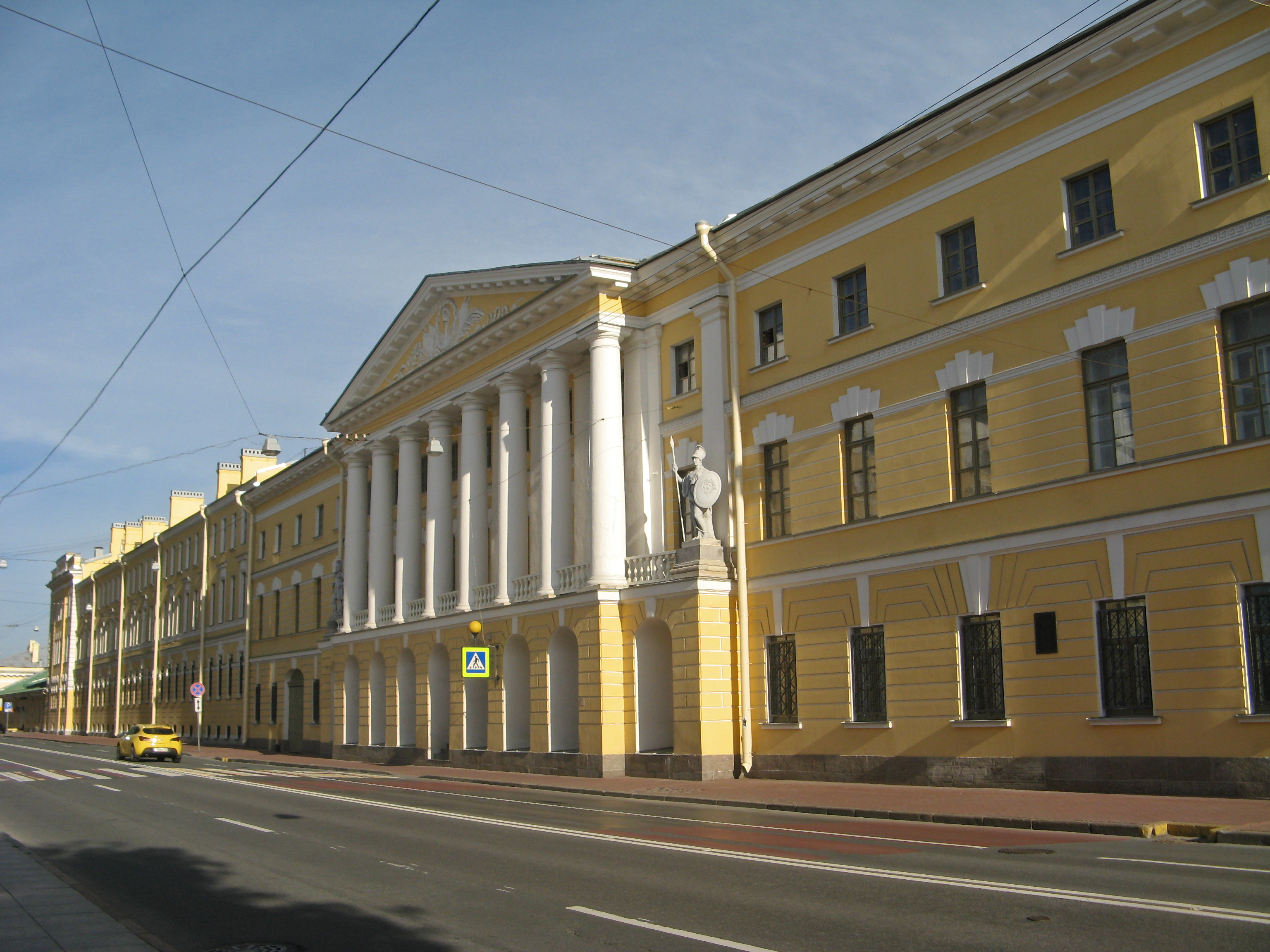
Казармы Кавалергардского полка

- № 1 — на доме сохранилась мемориальная доска большевику И. А. Воинову, убитому на Шпалерной во время Июльского кризиса 1917 года (его имя улица носила в 1918—1991 годах). На доске утверждается, в частности, что улица носит имя Воинова в настоящее время (что теперь неверно).
- № 5 — доходный дом (1911, архитектор А. Ф. Пель, гражданский инженер Г. Г. Цолликофер и др.).  7831696000
- № 9 — доходный дом (1903—1904, архитектор П. И. Гилёв).
- № 23 (Литейный проспект № 4) — на этом участке находилось здание Старого арсенала (архитектор В. И. Баженов). Затем здесь было сооружено здание Окружного суда, соединявшееся при помощи висячего коридора со Шпалерной тюрьмой (№ 25). В 1917 году, во время Февральской революции здание суда было сожжено, в 1931—1932 годах на его месте по инициативе С. М. Кирова было выстроено здание Ленинградского ОГПУ — т. н. «Большой дом» (архитекторы А. И. Гегелло, А. А. Оль, Н. А. Троцкий, при участии Н. Е. Лансере, Ю. В. Щуко, А. Н. Душкина и др.).
- № 25 — Дом предварительного заключения (ДПЗ, Шпалерная тюрьма, «Шпалерка»). Первая в России следственная «образцовая тюрьма», построенная по проекту инженера К. Я. Маевского, открылась 1 августа 1875 года. 317 одиночных и 68 общих камер и карцеров были рассчитаны на 700 заключённых. Посередине периметра здания, во дворе, находился бетонный восьмиугольник, разделённый на прогулочные камеры, прозванные «утюгами».

Здесь содержались многие народники и революционеры. В камере № 193 в 1895—1897 годах находился В. И. Ульянов-Ленин. Во время Февральской революции все заключённые были освобождены восставшими.
После Октябрьской революции бывший Дом предварительного заключения стал следственной тюрьмой Ленинградского управления ОГПУ (затем — НКВД-МГБ-КГБ). В 1931—1932 годах здесь действовало ОКБ-12 — «шарашка», заключённые которой разрабатывали проекты по строительству зданий для ОГПУ, в том числе, «Большого дома» и гаражей на Манежной площади и бульваре Профсоюзов (бывший Конногвардейский манеж).
В 1937—1938 годах, в годы Большого террора, здесь действовали «шпалерные тройки» — внесудебные органы из трёх человек, выносящие приговоры арестованным.
- № 29 — на этом месте находилась Петербургская шпалерная мануфактура — пять мастерских с десятью станками и красильней были переведены сюда из Калинкинского работного дома в 1730 году. В 1716 году здесь, в бывшем дворце Марфы Матвеевны, поселился скульптор Карл Растрелли. В двух специально выстроенных для работы «анбарах» придворный скульптор создал Триумфальный столп, бюст и восковую фигуру Петра I, здесь же была начата работа над первым в России памятником — конной скульптурой Петра I.
- № 35а — Скорбященская церковь. Первоначально на этом участке находилась домовая Воскресенская церковь сестры Петра I, царевны Натальи Алексеевны (1711, затем[уточнить] — собор Воскресения Словущего), по которой улица в XVIII веке носила название Воскресенской.

В 1817—1818 годах на этом месте по проекту Луиджи Руска была возведена церковь иконы Божией Матери «Всех скорбящих Радость». В 1920-х годах принадлежала обновленцам, 10 января 1932 года была закрыта, здание передано Музею религии и атеизма. С 1970 года здесь находилось ленинградское отделение Всероссийского общества охраны памятников истории и культуры (ВООПИиК).
- № 41 и № 43 — манеж ( 781710856640026) и казармы ( 781710856640016) Кавалергардского полка с изваяниями Беллоны и Марса (1800—1806, архитектор Луиджи Руска). В настоящее время — Военный инженерно-технический университет. Напротив, на углу Шпалерной и Потёмкинской улиц, расположен выставочный зал «Цветы».
- № 47 — Таврический дворец (1783—1789, архитектор И. Е. Старов). Здание в стиле классицизма строилось по распоряжению Екатерины II в качестве подарка князю Потёмкину-Таврическому. Прилегающий к нему Таврический сад, который, среди прочих статуй, украшала античная Венера Таврическая, был разбит в 1783—1800 годах (садовый мастер Уильям Гульд).

После смерти князя в 1791 году имение было выкуплено в казну, императрица нередко бывала здесь в последние годы своей жизни. После её смерти Павел I распорядился перенести всё дворцовое имущество в свою собственную резиденцию, Михайловский замок, здание же было передано под казармы Конногвардейского полка.
При Александре I дворец вновь стал одной из императорских резиденций (его интерьерами занимались А. И. Руска (1802—1803), затем К. И. Росси и В. П. Стасов). В 1826 году здесь жил и скончался историк Н. М. Карамзин. В 1905 году проходила Таврическая выставка старинных портретов, организованная С. П. Дягилевым.
После революции 1905 года во дворце разместилась Государственная дума, утверждённая манифестом 6 августа, для чего здание подверглось ремонту и реконструкции (1906—1910, архитекторы А. К. Бруни и П. И. Шестов[уточнить]). 2 марта 1907 года в результате некачественных работ и дополнительной нагрузки, вызванной нахождением на чердаке большого количества пожарных и агентов охраны, осматривавших здание накануне приезда в думу Столыпина, в зале заседаний обрушился потолок — так как обрушение произошло ранним утром, никто не погиб.
С началом Февральской революции в Таврическом дворце разместились Временный комитет Государственной думы, затем (до июля 1917 года) — Временное правительство. Здесь же возник Петроградский совет рабочих и солдатских депутатов, его Исполнительный комитет (ВЦИК) заседал во дворце до августа 1917 года, когда переехал в здание Смольного института.
5(18) января 1918 года в Таврическом дворце собралось Всероссийское учредительное собрание, покинутое в знак протеста сначала большевиками, а потом левыми эсерами — вслед затем собрание было разогнано по приказу ВЦИК и лично Ульянова-Ленина, после чего здесь проходили различные собрания большевиков — III Всероссийский съезд Советов (10—18 (23—31) января 1918), VII съезд РКП(б) (март 1918), Второй конгресс Коминтерна (июль — август 1920). После убийства в августе 1918 года председателя Петроградской чрезвычайной комиссии М. С. Урицкого дворец был переименован в его честь.
В 1930-х во дворце Урицкого находился Коммунистический университет, после войны и вплоть до 1990 года — Ленинградская высшая партийная школа (реставрация и проект приспособления по проекту архитектора И. Г. Капцюга).
В настоящее время здание Таврического дворца занимает Межпарламентская ассамблея СНГ.
- № 49 — ЦНИИ конструкционных материалов «Прометей» имени академика И. В. Горынина НИЦ «Курчатовский институт».
- № 51, литера Б — бывшая учебная кузница, 1873 год, проект военного инженера Михаила Белова. Здание входило в комплекс бывших Аракчеевских казарм Офицерской кавалерийской школы[2].
- № 51, литера К — бывшая конюшня Аракчеевских казарм, 1901 г.[2][3]

### По чётной стороне

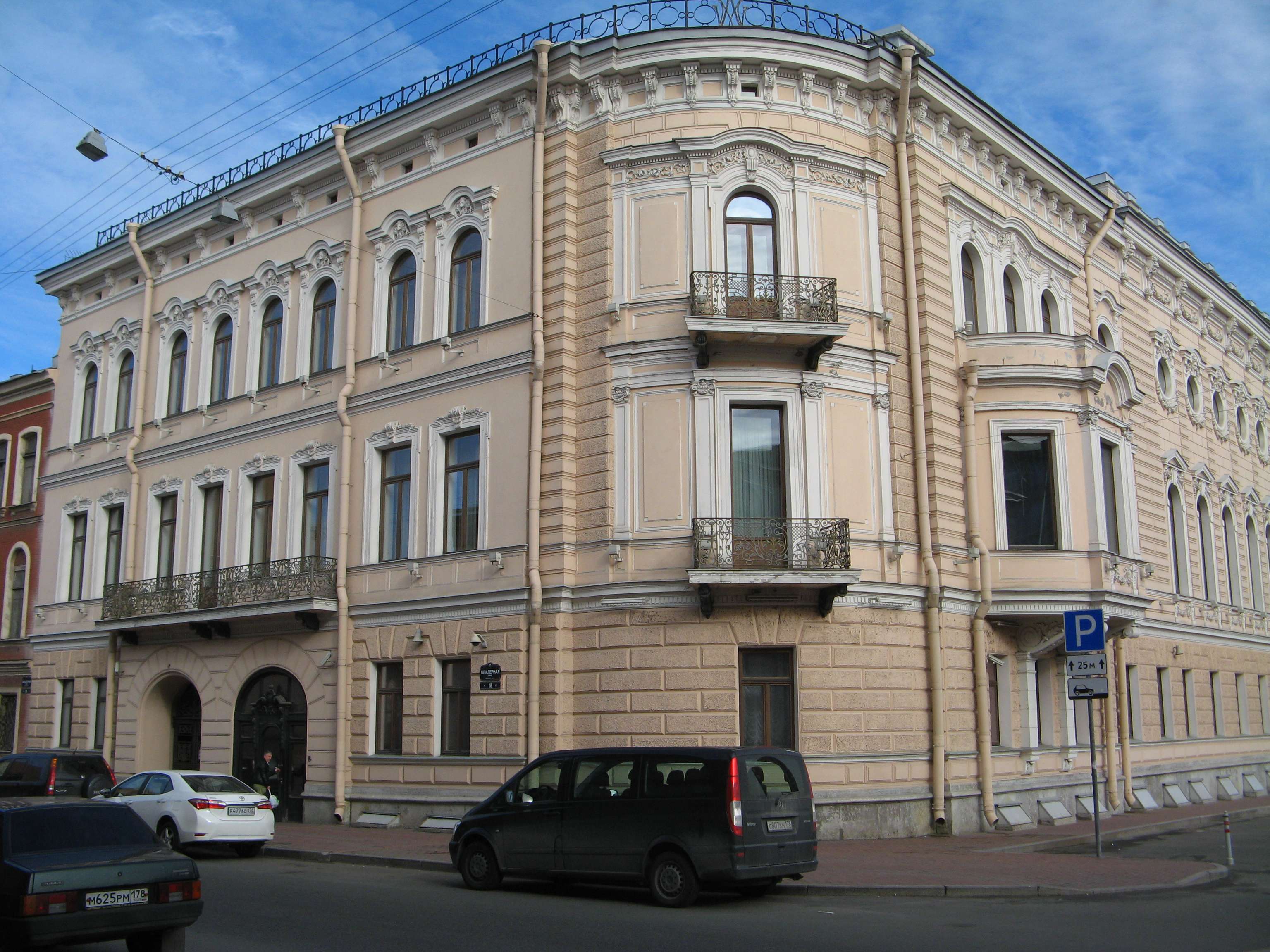
Особняк Шереметьева

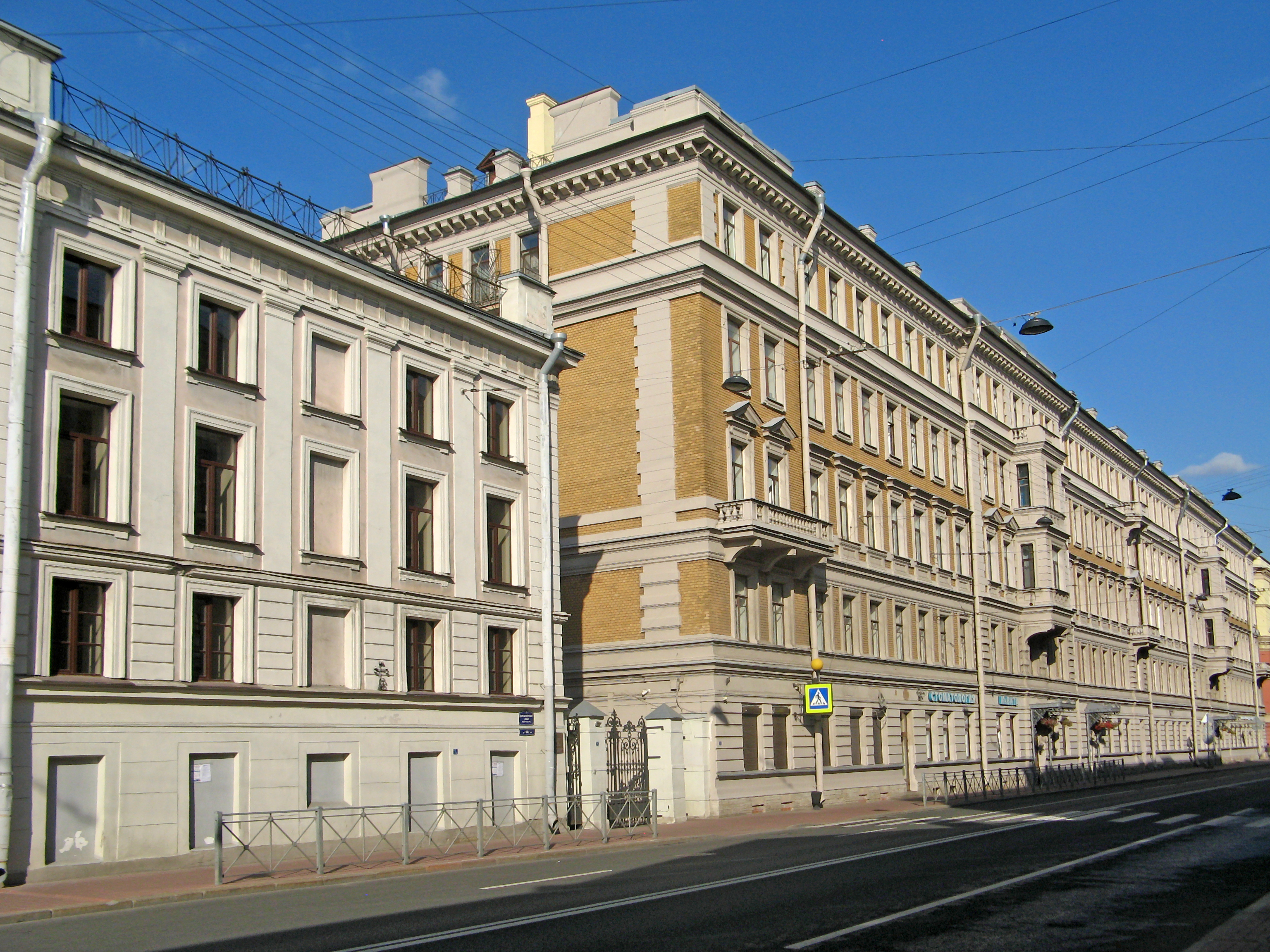
Жилой дом и архив Министерства Императорского двора

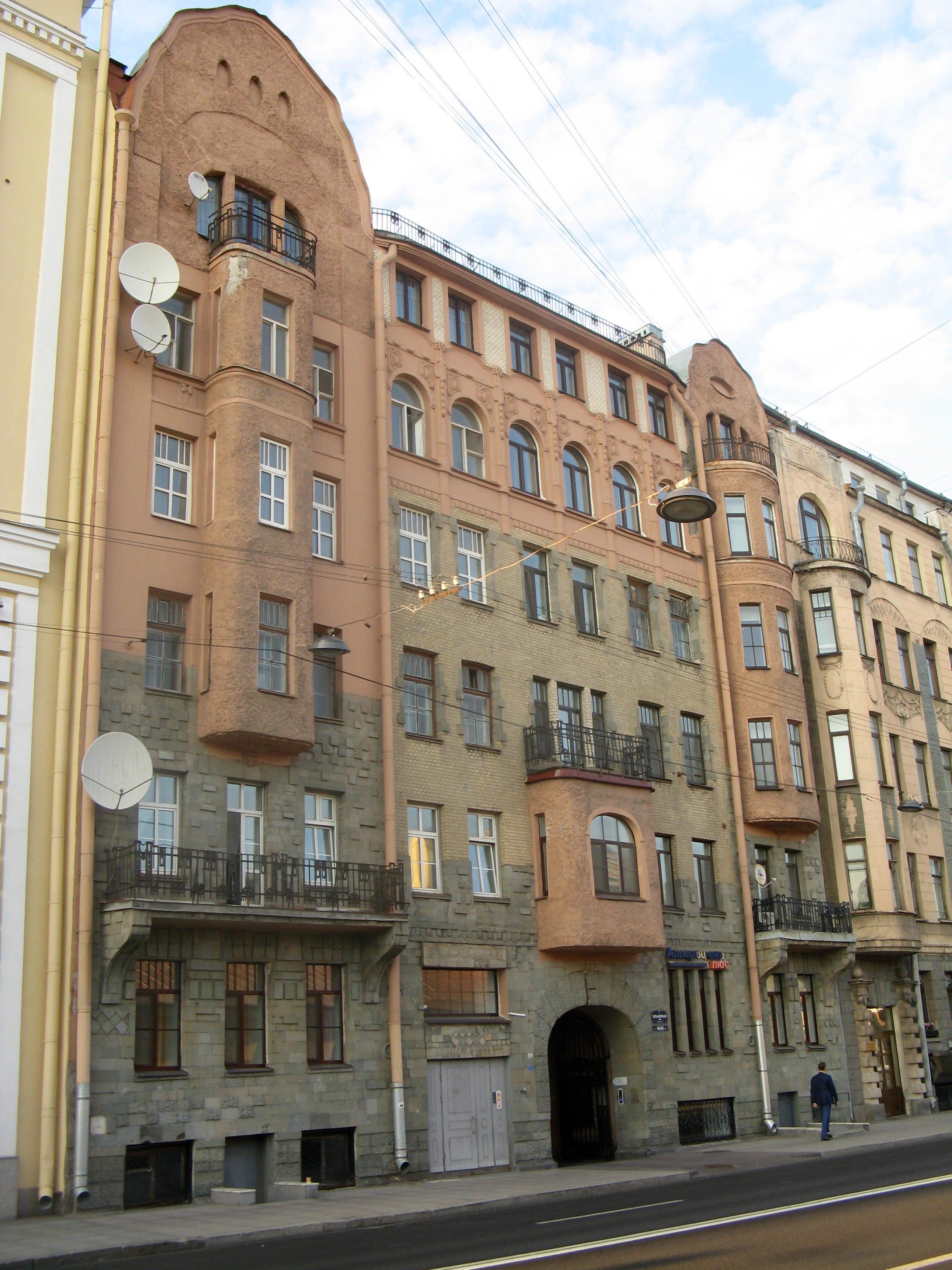
Дом А. А. Каплуна

- № 2 / Гагаринская ул., 4 — доходный дом (перестроен в 1878 году, архитектор П. Ю. Сюзор).
- № 6 — в этом доме в 1872—1875 годах жил композитор М. П. Мусоргский, а в 1867—1868 — композитор Цезарь Кюи.  781711206140005
- № 18 — особняк графа А. Д. Шереметева (XVIII век; перестроен в 1883—1886 годах, архитектор В. Г. Тургенев и др.). Здесь в советское время находился «Дом писателей им. Маяковского» — один из центров культурной жизни Ленинграда[4]  781610569950005
- № 20 и № 22 / Литейный пр., 1 / наб. Кутузова, 2 и Литейный пр., 2 / Воскресенская наб., 32, правая часть — офицерские казармы лейб-гвардии Конной артиллерии и 1-й Артиллерийской бригады (1851—1853, архитекторы А. П. Гемилиан, И. Н. Роут, строительство Гемилиана).
- № 24 — Институт профессиональной поддержки банков.
- № 26, литера А — доходный дом Полубояринова, 1893 года постройки.  781720970860015
- № 30 — в этом доме в 1924—1971 годах жил писатель Л. С. Соболев.
- № 34 — Архивный к-т и Государственный центральный архив литературы и искусства Санкт-Петербурга.  791420029480005
- № 36 — НИИгипрохим.
- № 44а — доходный дом А. А. Каплуна (1907, архитектор С. Г. Гингер). В 1930—1990-х годах здесь находился Союз писателей.  7830376000
- № 52б и 54в — комплекс жилых домов Придворного ведомства. Дом Придворного духовенства (ул. Шпалерная, 52б) и дом Конюшенного фуражного двора (д. 54в) были построены в 1842—1844 годах архитектором Романом Ивановичем Кузьминым[5].
- № 56 / Водопроводный пер., 1 / Таврическая ул., 10 — комплекс зданий Центральной городской водопроводной станции с водонапорной башней (1858—1863, архитекторы И. А. Мерц и Э. Г. Шуберский); машинное здание для фильтров Центральной городской водопроводной станции (1887—1890 и 1896—1897, архитектор П. Ю. Сюзор; ?, архитектор В. А. Липский[уточнить]).  781510294760155

В середине XIX века на этой территории находилась Громовская лесная биржа. В 1866 году по указу В. Ф. Громова здесь были выстроены три крестьянских избы, которые он отправил в Париж, на Всемирную выставку 1867 года.
Начиная с 2003 года в здании водонапорной башни находится музей «Вселенная воды». Рядом расположен Памятник петербургскому водовозу.
- № 62 — Пограничное управление ФСБ России по г. Санкт-Петербургу и Ленинградской области. Памятник Феликсу Дзержинскому
- № 64 — в этом доме проживал деятель обновленческого движения протоиерей А. И. Введенский, впоследствии митрополит, первоиерарх обновленческих церквей в СССР.

## Пересекаемые улицы
Шпалерная улица пересекается с:
- Гагаринской улицей;
- Кричевским переулком;
- Литейным проспектом;
- проспектом Чернышевского
- Потёмкинской улицей;
- Водопроводным переулком;
- Таврической улицей;
- Кавалергардской улицей;
- Ставропольской улицей;
- Ставропольским переулком;
- Лафонской улицей;
- переулком Кваренги;
- площадью Растрелли.

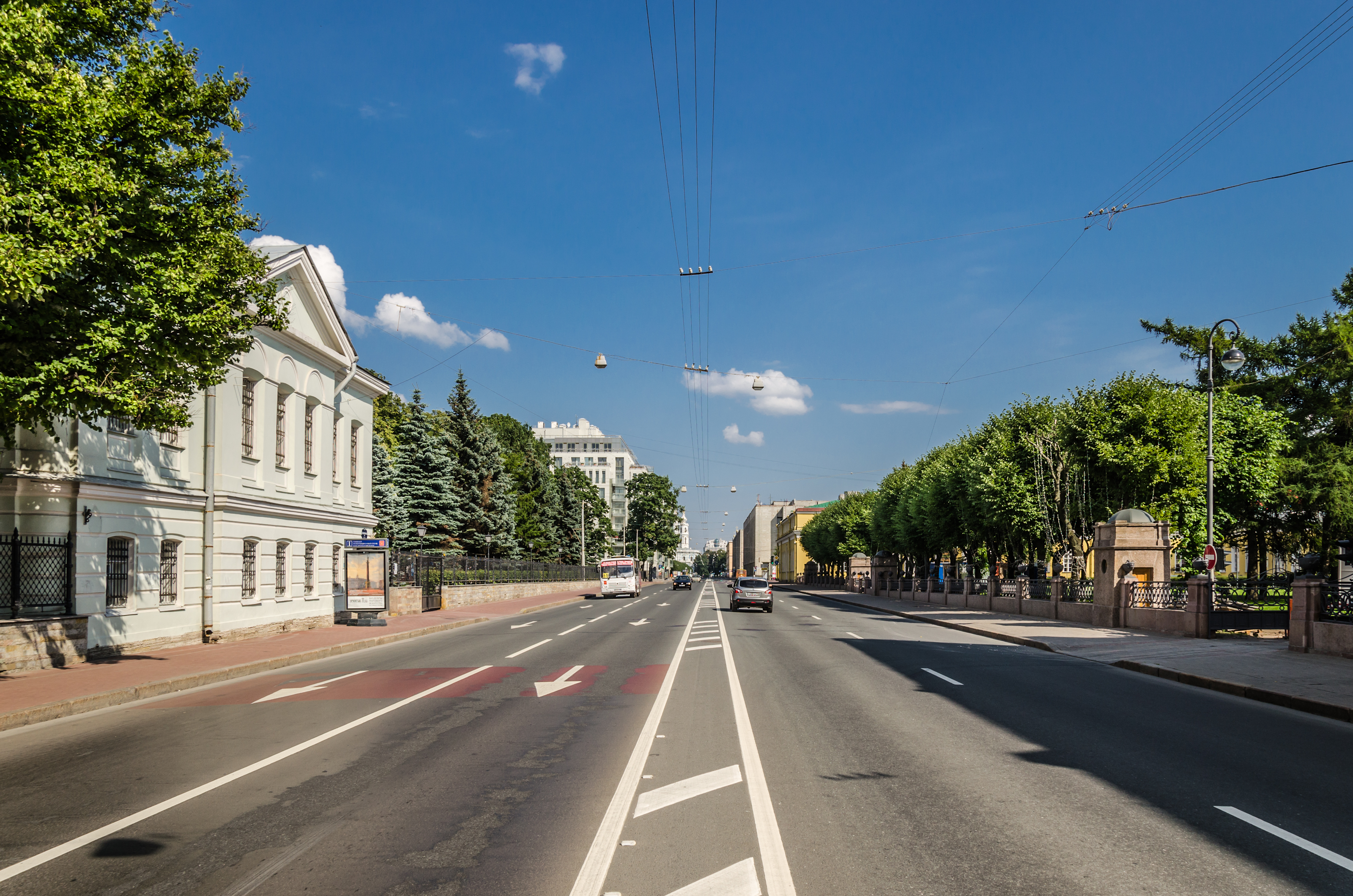
Шпалерная возле пересечения с Таврической улицей
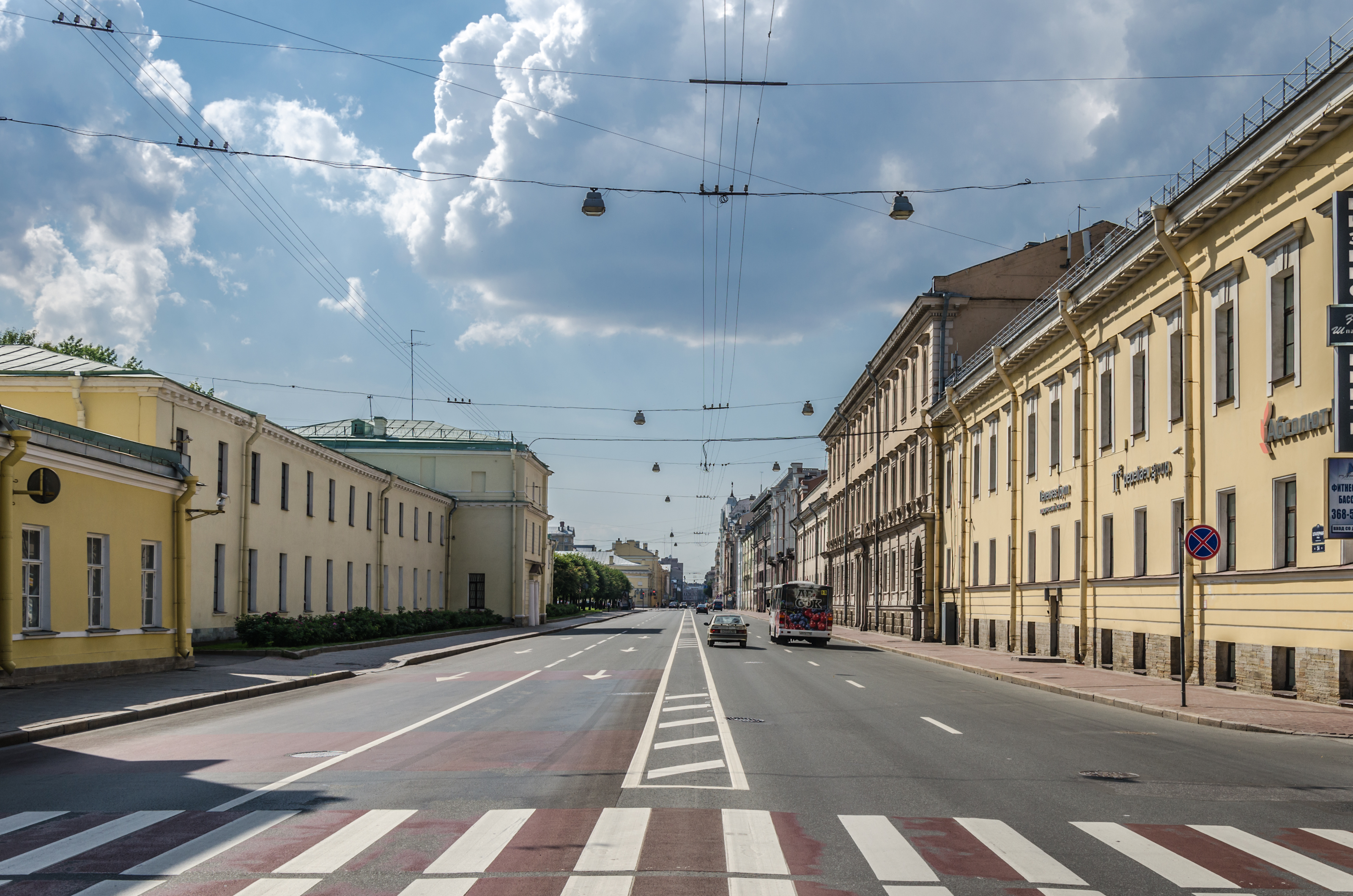
Шпалерная улица у перекрёстка с Водопроводным переулком
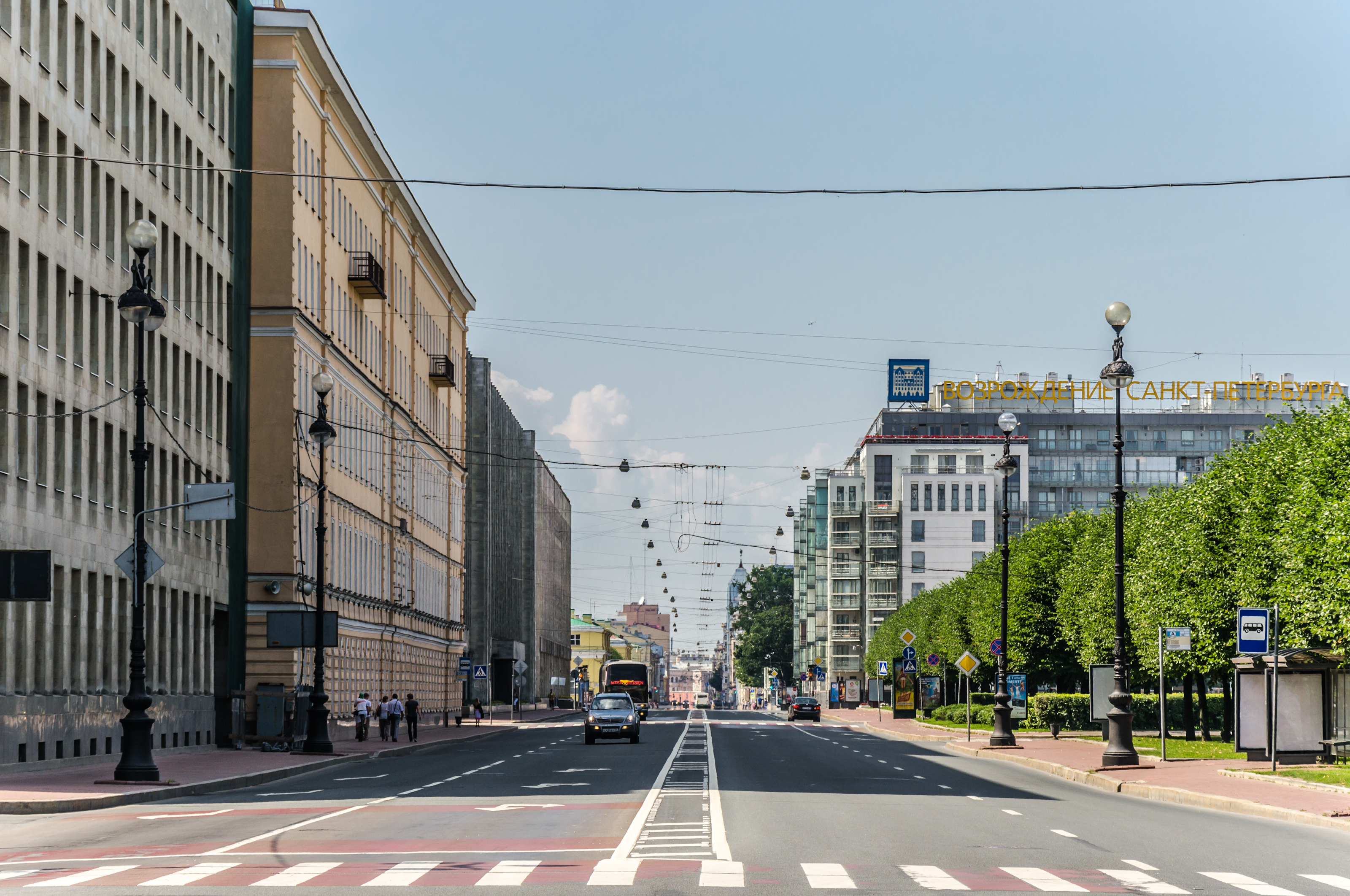
Шпалерная улица, вид с площади Растрелли